# Bruno Cerella
Bruno Cerella (Bahía Blanca, 30 de julho de 1986) é um basquetebolista profissional ítalo-argentino que atualmente joga na Lega Basket e Euroliga pelo EA7 Olimpia Milão. O atleta possui 1,94m e atua na posição Armador. 